# Symphonie der Stille
Symphonie der Stille (armenisch Լռության սիմֆոնիա Lrutjan simfonia) ist ein armenisches Filmdrama aus dem Jahr 2001 unter der Regie von Vigen Chaldranyan.

## Handlung
Der Film gleitet durch die Straßen der Metropole, durch das Autofenster, über die Wolkenkratzer auf dem Weg zum Flughafen. Im Flugzeug sitzt Mel, der von Amerika nach Armenien reist. Mel ist ein in Eriwan geborener und aufgewachsener Ex-Krimineller mit dem Spitznamen Condi Gjo, ein intelligenter, aber gewalttätiger und unkontrollierbarer Charakter. Er schaffte es vor Jahren, durch Betrug in den Besitz einer Diamantensammlung zu kommen, in die USA auszuwandern und dort als Besitzer einer angesehenen Diamantensammlung zu Reichtum und Ansehen zu kommen. Als Mel in seine Heimatstadt zurückkehrt, erfährt er, dass das Gebäude einer psychiatrischen Klinik in Eriwan versteigert wird, und aus einer Laune heraus, beschließt er, es zu kaufen, damit die Patienten und das medizinische Personal unter dem Dach der Einrichtung bleiben können. Mel beschließt, sich in der psychiatrischen Klinik niederzulassen, die Patienten kennenzulernen, für sie die bestmöglichen Lebensbedingungen zu schaffen und persönlich für Ordnung zu sorgen.
In den Jahren nach den entbehrungsreichen 90er Jahren ist das Leben immer noch voller Schwierigkeiten, und dieser Herr aus dem Ausland, der „ohne Vergangenheit“  rücksichtslos „rechts und links“ Geld ausgibt, dessen Chefarzt in der psychiatrischen Klinik ihn hinterhältig „Boss“ nennt, weckt natürlich großes Interesse an seiner Person. Unter dem Deckmantel unterwürfiger Fürsorge macht sich der Chefarzt daran, Mels wahre Identität aufzudecken. Später stellt sich heraus, dass dieser sich nach dem Raubüberfall als verrückt ausgegeben hat, um einer Haftstrafe zu entgehen, und in dieselbe psychiatrische Klinik eingewiesen wurde, aus der ihm die Flucht gelungen war. 
Unter den Patienten der psychiatrischen Klinik befindet sich auch eine junge Frau, die Mel zunächst als ihren Sohn, wenig später als „Mann des Lichts“, dann als ihren Vater und schließlich als ihren Ehemann wahrnimmt. Es wird deutlich, dass die Frau in den „dunklen und kalten“ Jahren verrückt geworden ist, als der Elektriker des Hauses aufgrund der schwierigen sozialen Verhältnisse den Strom in der Wohnung abgestellt hat und ihr Sohn an einer Krankheit gestorben ist. Außerdem gibt es einen jungen Mann in der Anstalt, der immer wieder Streichholzschachteln sammelt und damit Gebäude „baut“. An seinem ausdrucksstarken Gjumri-Dialekt wird deutlich, dass der Grund für seinen Wahnsinn das verheerende Erdbeben von 1988 ist. Zu den Patienten gehört auch eine begabte alte Künstlerin, deren Zimmerwände mit eindrucksvollen Gemälden geschmückt sind und die davon träumt, eine einheimische Frau zu haben. Der Patient, der davon träumt, Präsident zu werden, äußert seine politischen Ansichten. Auf die Frage, ob er wirklich an die Schaffung einer gerechten Gesellschaft, an die Vervollkommnung des Menschen glaube, bejaht der „Präsidentschaftskandidat“ und Mel spottet: „Jetzt verstehe ich, warum du hier bist ...“. Einer der Schlüsselgedanken kommt von einem der Patienten, dem „Maestro“, der ständig die „Symphonie der Stille“ misst und spielt. „Worte und Töne kommen und gehen, Stille bleibt. Hören Sie die Stimme der Stille.“
Mel kommt zu dem Schluss, dass die Ursache für die persönliche Tragödie jedes dieser Menschen in der kranken Gesellschaft liegt, in der sie leben. Trotz der vielen Fehler, die er gemacht hat, und der Enttäuschung, die er seinen Eltern bereitet hat, versucht Mel am Ende seines Lebens mit seiner menschlichen Haltung, jeden einzelnen Patienten zu „heilen“, indem er ihm das gibt, wonach er sich so sehr sehnt. Das Ziel des Helden ist es, innerhalb der Mauern der psychiatrischen Klinik ein geschlossenes System zu schaffen, eine Art Utopie, in der jeder dieser Menschen glücklich wird.

## Produktion
Die ersten Szenen des Films wurden in New York gedreht. Bevor „Symphony of Silence“ in zwei Sanatorien in Arzni gedreht wurde, wurden die Schauspieler mehrmals in die psychiatrische Klinik Nubarashen gebracht. Während der Dreharbeiten wurden sie von Samvel Torosyan, dem Chefarzt der psychiatrischen Klinik, und Tsolak Hakobyan, dem Chefpsychotherapeuten der Republik, beraten. Letzterem zufolge spielten die Schauspieler die Rollen von Geisteskranken so selbstverständlich, dass er „alle auf einmal in eine psychiatrische Klinik bringen und ihre Behandlung im Rahmen der staatlichen Ordnung organisieren“ wollte.
Chaldranyan investierte persönlich alles, was er hatte, in den Film. Verteidigungsminister Carlos Petrosyan unterstützte ihn mit 2.000 USD und das Kulturministerium übernahm die Reisekosten in Höhe von 1.000 USD. Laut Chaldranyan wurde ein Vertrag mit einem jüdischen Anwalt aus dem Showbusiness unterzeichnet, der denselben Film auf dem Filmfestival „Golden Gloria“ präsentierte, „um kostenlose Werbung zu bekommen“.
Der Film wurde von Armenien bei der 74. Verleihung der Academy Award für den besten fremdsprachigen Film eingereicht, wurde aber nicht nominiert.